# Ruzáyevka
Ruzáyevka (del ruso: Рузáевка) es una ciudad de la República de Mordovia, en Rusia, siendo el centro administrativo del raión homónimo. Se encuentra a orillas del río Insar, afluente del río Alatyr, que a su vez desemboca en el Surá, 19 km (26 km por carretera) al sudoeste de Saransk, la capital de Mordovia. Su población se elevaba a 48 032 habitantes en 2008, lo que la convierte en la segunda ciudad más populosa de la república.

## Demografía
| 1939   | 1959   | 1970   | 1979   | 1989   | 2002   | 2008   |
| ------ | ------ | ------ | ------ | ------ | ------ | ------ |
| 17 100 | 24 900 | 41 100 | 48 800 | 51 034 | 49 790 | 48 032 |

## Historia
El origen de la ciudad remonta a la fundación del pueblo de Urazáyevka (en Уразáевка) en 1631. En 1783, es mencionada bajo su nombre actual. Ruzáyevka se desarrolla con la construcción del ferrocarril. en 1893, convirtiéndose en un cruce ferroviario. Obtiene el estatus de ciudad en 1937.

## Transporte
La estación de ferrocarril de Ruzáyevka está situada en la línea que une Moscú, Riazán, Syzran, y Samara al Transiberiano (por Ufá y Omsk).